# Brocken
Le Brocken est le point culminant du Harz, en Allemagne du Nord. Il s'élève au nord-ouest de Schierke en Saxe-Anhalt et atteint une altitude de 1 141 m. La montagne fait partie du parc national du Harz.

## Géographie
Très exposé, le Brocken connait un climat très rude, avec une température moyenne de seulement 2,9 °C. Le sommet est situé au-dessus de la limite des arbres et présente une flore typique de montagnes nettement plus hautes. Les valeurs de températures répondent aux critères du climat subarctique Dfc. Un phénomène optique, le spectre de Brocken, associé à une gloire, y a été observé.
| Mois                              | jan.  | fév.  | mars | avril | mai   | juin  | jui.  | août  | sep.  | oct.  | nov.  | déc.  | année   |
| --------------------------------- | ----- | ----- | ---- | ----- | ----- | ----- | ----- | ----- | ----- | ----- | ----- | ----- | ------- |
| Température minimale moyenne (°C) | −6    | −6    | −5   | −1    | 3     | 6     | 8     | 8     | 6     | 2     | −3    | −5    | 0,6     |
| Température maximale moyenne (°C) | −2    | −2    | 0    | 4     | 9     | 12    | 13    | 14    | 11    | 7     | 2     | −1    | 5,6     |
| Ensoleillement (h)                | 56,8  | 76,6  | 92,2 | 128,6 | 172,5 | 167,9 | 167,2 | 164   | 116,6 | 107,3 | 50,4  | 53    | 1 353,1 |
| Précipitations (mm)               | 186,4 | 139,2 | 164  | 132,3 | 117,5 | 140,1 | 132,9 | 134,2 | 128,8 | 135,6 | 187,7 | 215,4 | 1 814,1 |
| Humidité relative (%)             | 80    | 81    | 80   | 76    | 71    | 71    | 69    | 71    | 66    | 61    | 69    | 73    | 72,3    |

## Histoire
La première ascension documentée date vers l'an 1572. Le comte Christian-Ernest de Stolberg-Wernigerode entreprit la construction du Wolkenhäuschen (« cabane dans les nuages »), un petit refuge au sommet, en 1736. Dans les années 1820, le mathématicien Carl Friedrich Gauss utilisa la vue étendue pour le développement de son étude géodésique de l'État de Hanovre. Situé à proximité directe de l'ancien « rideau de fer » et de la frontière interallemande après la Seconde Guerre mondiale, le Brocken était une zone interdite utilisée comme station de surveillance et d’interception par le ministère de la Sécurité d'État (Stasi) de la RDA. Il accueillait également une base militaire soviétique qui était gérée par la GRU.
Aujourd'hui, le Brocken attire le tourisme ; la ligne ferroviaire à voie étroite avec des locomotives à vapeur, le Harzer Schmalspurbahnen, ouverte en 1898, est de nouveau en service. Le Brocken est aussi connu pour avoir abrité la première tour (antenne) de télévision au monde en 1935.

## Folklore
Selon une légende célèbre, les sorcières se réunissent sur le Brocken (également nommé Blocksberg) pendant la « nuit de Walpurgis ». Les œuvres de nombreux poètes, comme Johann Wolfgang von Goethe (Faust I) et Heinrich Heine (Die Harzreise) y font référence. En 1001, un moine allemand, Jonas Sufurino, aurait reçu sur le Brocken un grimoire de sorcier, le Livre de saint Cyprien.

## Liens externes

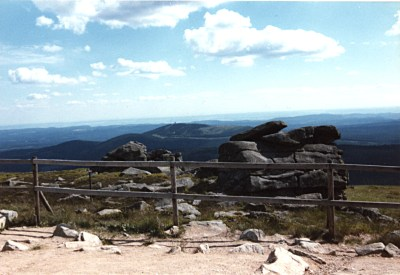
Vue du sommet du Brocken vers le Wurmberg